# M3 (polopásový obrněný transportér)
M3 Half-track, oficiálně známý jako Carrier, Personnel Half-track M3, byl americký polopásový obrněný transportér používaný během druhé světové války. Byl u amerických vojáků populární stejně jako Universal carrier u britských. Byl to však multifunkčnější transportér, protože uvezl 10 mužů a dosahoval rychlosti kolem 72 km/h s dojezdem kolem 320 km. Používal se také jako stíhač tanků nebo nosič minometu či dělostřelecký tahač. V rámci dohody o půjčce a pronájmu byl dodáván i do SSSR.

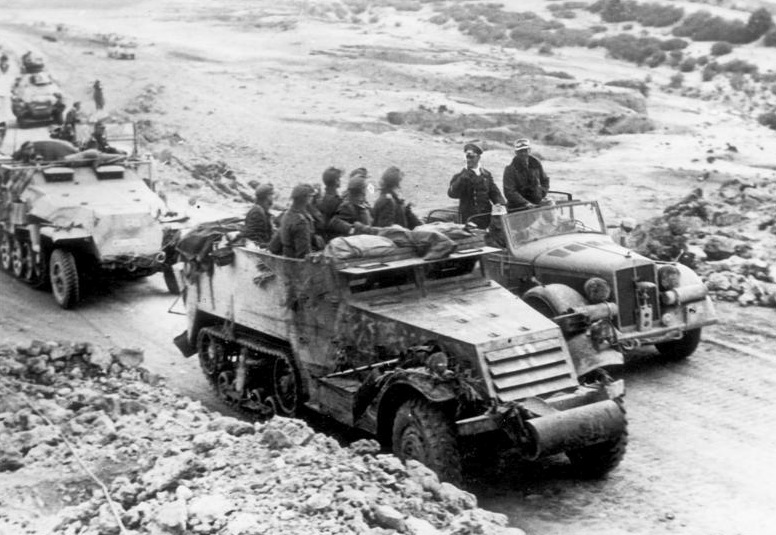
Ukořistěný M3 používaný německým Afrikakorpsem, 1942

Obrněný transportér M3, stejně jako jeho protějšek M2, vznikl v meziválečném období podle francouzského kolopásu značky Citroën-Kégresse. Zatímco M2 Half Track Car byl určen zejména jako dělostřelecký tahač, M3 byla používána zejména jako obrněné vozidlo pro přepravu pěchoty, ovšem i v tomto případě došlo k mnoha úpravám k dalším účelům. M3 měla delší trup než M2 a byla uzpůsobena k přepravě pěchoty. Součástí výzbroje M3 byl 12,7 mm kulomet umístěný nahoře za kabinou osádky a další 7,62mm kulomety by mohly být použity z prostoru pro přepravu vojáků. Celková produkce M3 činila téměř 41000 vozidel. Pro potřeby spojenců za druhé světové války v rámci programu Lend-Lease bylo v americké firmě International Harvester vyráběna obměna kolopásu M3, nazvaná jako M5.
Obrněné transportéry Half-track měla ve výzbroji i Československá samostatná obrněná brigáda.

## Základní varianty
- M3 – základní verze.
- M3E2/M5 – Half-track od firmy International Harvester, určené pro vývoz do Velké Británie, Kanady a SSSR.
- T12/M3 75 mm GMC – samohybné dělo se 75mm kanónem.
- T12 HMC – M3 s houfnicí ráže 75 nebo 105 mm, používán u americké námořní pěchoty.
- T48 57 mm GMC – M3 s protitankovým kanónem ráže 57 mm. Celkem bylo vyrobeno 962 ks, 60 jich bylo dodány v rámci programu Lend-Lease do Velké Británie a 650 do SSSR, kde sloužily po názvem SU-57.
- T30 75 mm HMC – M3 s houfnicí ráže 75 mm.
- T38 105 mm HMC – M3 se 105mm houfnicí.
- T19 105 mm HMC – M3 se 105mm houfnicí M2A1.
- T19/M21 81 mm MMC – M3 s 81mm minometem.
- T1E4/M13 MGMC – protiletadlová varianta s 2 kulomety M2HB .
- M14 MGMC – M13 MGMC varianta, postavená na podvozku M5. Dodáváno zejména do Velké Británie.
- M16 MGMC – protiletadlová varianta M3 se 4 kulomety M2HB .
- M17 MGMC – M16 MGMC varianta, postavená na podvozku M5. Dodáváno zejména do SSSR.
- T28E1 CGMC – M3 vybavena jedním M1A2 37mm automatickým kanónem M1A2 a dvěma kulomety M2WC.
- M3 Mk. A – M5 APC – M3 určené pro Izrael po druhé světové válce. V různých obměnách dodávány Izraeli až do 60. let.

## Galerie

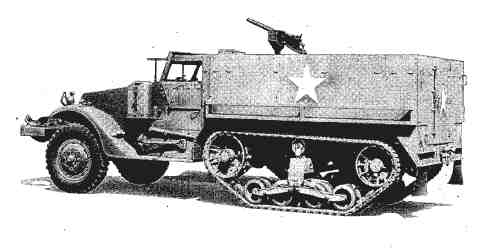
M3
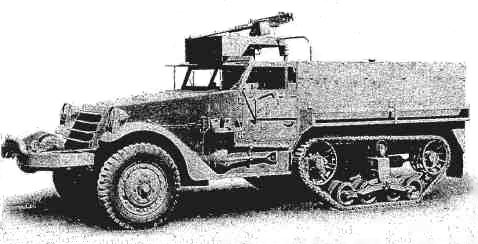
M3A1 Personnel Carrier
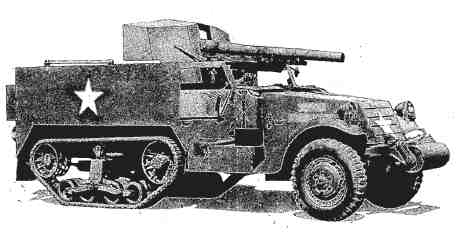
M3 GMC
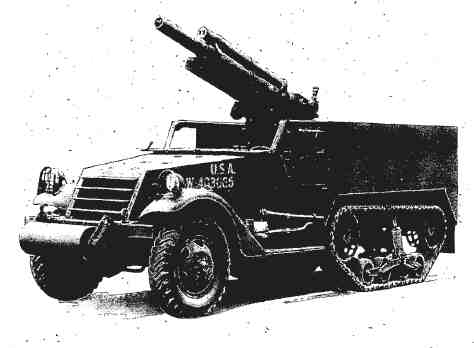
T19 HMC
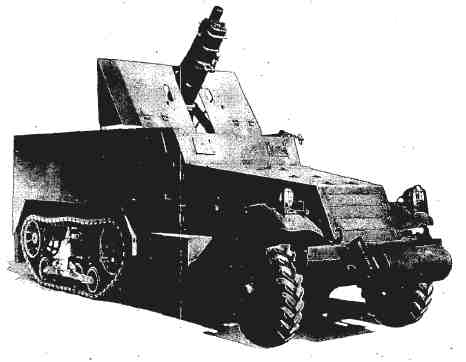
T30 HMC
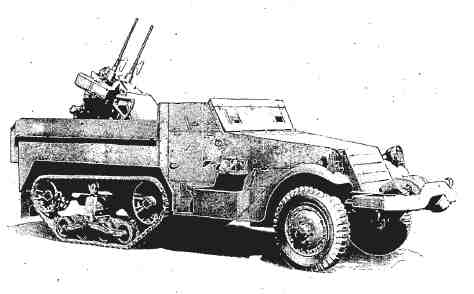
M13 MGMC
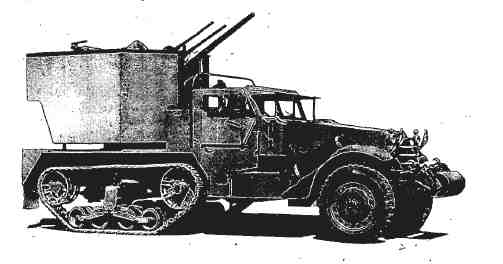
M15 CGMC
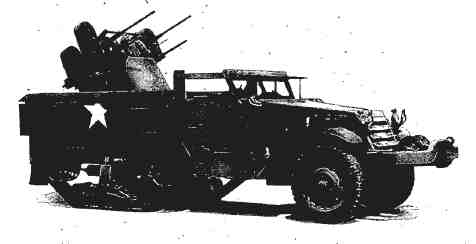
M16 MGMC